# 籠谷直人
籠谷 直人（1959年3月—）是一名日本歷史學家。專門為日本近代史，目前擔任京都大學人文科学研究所教授。經濟學博士。

## 人物
出身於京都府京都市出身。1981年畢業於大阪市立大學經濟學部，1983年一橋大學大學院經濟學研究科・經濟學部修士課程修了，1986年一橋大学大学院經濟學研究科日本經濟史専攻博士課程單位取得退學。
曾擔任一橋大學經濟學部助手、愛知學泉大學經營學部講師、名古屋市立大學經濟學部助教授、京都大学人文科学研究所日本部助教授等職位，2006年起擔任京都大學人文科學研究所人文學研究部教授。
積極從亞洲系商人關係的角度來研究近代日本經濟史，亦有編集岡崎市史、姫路市史等地方史。

## 著書

### 單著
- 『アジア国際通商秩序と近代日本』（名古屋大学出版会、2000年）

### 共編著
- （秋田茂）『1930年代のアジア国際秩序』（溪水社、2001年）
- （脇村孝平）『帝国とアジア・ネットワーク　長期の19世紀』（世界思想社、2009年）

## 外部鏈接
- 籠谷直人教授 - 京都大学人文科学研究所 （页面存档备份，存于）